# Label régional
Le label régional est un label de qualité français délivré par le ministère de l'agriculture.
Les logos du label régional est réservé à certains produits des 8 régions suivantes :
- Ardennes
- Franche-Comté
- Lorraine
- Nord-Pas-de-Calais
- Normandie
- Midi-Pyrénées
- Savoie
- Bretagne

À chacune de ces régions correspond un logo différent.
Il est accordé à des produits qui comportent des caractères typiques, traditionnels ou représentatifs d'une région (produits protégés par une indication géographique protégée).
Depuis 1994, conséquence de la loi d'orientation agricole, l'attribution de nouveaux labels régionaux a été définitivement stoppée.
Depuis 2002, ce sont les signes d'identifications européens (indication géographique protégée et appellation d'origine protégée) qui sont décernés.